# باريس تورز 1926
باريس تورز 1926 هو سباق دراجات هوائية، وهو الموسم رقم 21 من باريس تورز، وأقيم في 1926.
فاز بالمركز الأول Heiri Suter ‏، وبالمركز الثاني Kastor Notter ‏، وبالمركز الثالث نيكولا فرانتز.

## الفائزون
| الترتيب | الفائز         |
| ------- | -------------- |
| الفائز  | Heiri Suter ‏   |
| الثاني  | Kastor Notter ‏ |
| الثالث  | نيكولا فرانتز  |